# 林壮司
林 壮司（はやし そうし、1931年6月25日 - 2019年）は、日本の実業家。信越放送代表取締役社長を務めた。

## 略歴
長野県諏訪郡上諏訪町（現・諏訪市）出身。長野県諏訪中学校（現・長野県諏訪清陵高等学校・附属中学校）を経て、早稲田大学政治経済学部卒業。信越放送代表取締役社長。
2003年、旭日中綬章を受章した。
長野県知事を務めた林虎雄の長男。